# Sonja Härdin
Sonja Adéle Härdin, född 28 januari 1945, är en svensk illustratör. Hon illustrerade alla Bertböckerna i den gamla bokserien, utom den första, även om hon illustrerade revideringsupplagan, och gav Bert och övriga figurer i den gamla Bert-serien deras karaktäristiska utseende efter att Sören Olsson illustrerat den första boken. Från Berts bekännelser ändrades tecknarstilen något, med något mörkare bilder. Hon har även illustrerat artiklar i Kamratposten samt läroböcker, till exempel Nya Min matematik åt den svenska grundskolans tidigare lågstadium under 1980-talet.
Sonja Härdin stod för illustrationer och layout för häftena om Trafik-Trolle.

### Fotnoter
1. ↑  ”Bert & Sune av Sonja Härdin & Sören Olsson”. Seriegalleriet. 2 mars 2007. http://www.seriegalleriet.se/main.php?exhibit=63. Läst 17 september 2012.
2. ↑  Sören Olsson (5 december 2008). ”Illustratören Sören”. Sören Olssons blogg. http://sorenolsson.blogspot.se/2008/12/illustratren-sren.html. Läst 16 januari 2015.